# 第32回シカゴ映画批評家協会賞
第32回シカゴ映画批評家協会賞は2019年の映画を対象としており、2019年12月12日にノミネーションが発表された。なお、受賞者は同月14日に発表された。

## 受賞・ノミネート一覧
※受賞は太字。

### 作品賞
- 『ワンス・アポン・ア・タイム・イン・ハリウッド』
- 『ストーリー・オブ・マイライフ/わたしの若草物語』
- 『マリッジ・ストーリー』
- 『アイリッシュマン』
- 『パラサイト 半地下の家族』

### 監督賞
- クエンティン・タランティーノ - 『ワンス・アポン・ア・タイム・イン・ハリウッド』
- グレタ・ガーウィグ - 『ストーリー・オブ・マイライフ/わたしの若草物語』
- ノア・バームバック - 『マリッジ・ストーリー』
- マーティン・スコセッシ - 『アイリッシュマン』
- ポン・ジュノ - 『パラサイト 半地下の家族』

### 主演男優賞
- ロバート・デ・ニーロ - 『アイリッシュマン』
- アントニオ・バンデラス - 『ペイン・アンド・グローリー』
- アダム・サンドラー - 『アンカット・ダイヤモンド』
- アダム・ドライバー - 『マリッジ・ストーリー』
- ホアキン・フェニックス - 『ジョーカー』

### 主演女優賞
- スカーレット・ヨハンソン - 『マリッジ・ストーリー』
- レネー・ゼルウィガー - 『ジュディ 虹の彼方に』
- ルピタ・ニョンゴ - 『アス』
- エリザベス・モス - 『ハースメル』
- オークワフィナ - 『フェアウェル』

### 助演男優賞
- ブラッド・ピット - 『ワンス・アポン・ア・タイム・イン・ハリウッド』
- トム・ハンクス - 『幸せへのまわり道』
- シャイア・ラブーフ - 『ハニーボーイ』
- アル・パチーノ - 『アイリッシュマン』
- ジョー・ペシ - 『アイリッシュマン』

### 助演女優賞
- チャオ・シューチェン - 『フェアウェル』
- フローレンス・ピュー - 『ストーリー・オブ・マイライフ/わたしの若草物語』
- ローラ・ダーン - 『マリッジ・ストーリー』
- ジェニファー・ロペス - 『ハスラーズ』
- チョ・ヨジョン - 『パラサイト 半地下の家族』

### 脚本賞
- ルル・ワン - 『フェアウェル』
- ライアン・ジョンソン - 『ナイブズ・アウト/名探偵と刃の館の秘密』
- ノア・バームバック - 『マリッジ・ストーリー』
- クエンティン・タランティーノ - 『ワンス・アポン・ア・タイム・イン・ハリウッド』
- ポン・ジュノ、ハン・ジンウォン - 『パラサイト 半地下の家族』

### 脚色賞
- ミカ・フィッツァーマン＝ブルー、ノア・ハープスター - 『幸せへのまわり道』
- グレタ・ガーウィグ - 『ストーリー・オブ・マイライフ/わたしの若草物語』
- スティーヴン・ザイリアン - 『アイリッシュマン』
- ローリーン・スカファリア - 『ハスラーズ』
- タイカ・ワイティティ - 『ジョジョ・ラビット』

### 有望監督賞
- アルマ・ハレル - 『ハニーボーイ』
- マティ・ディオプ - 『アトランティックス』
- ジョー・タルボット - 『ラストブラックマン・イン・サンフランシスコ』
- ルル・ワン - 『フェアウェル』
- オリヴィア・ワイルド - 『ブックスマート 卒業前夜のパーティーデビュー』

### 有望俳優賞
- ジュリア・バターズ - 『ワンス・アポン・ア・タイム・イン・ハリウッド』
- ローマン・グリフィン・デイヴィス - 『ジョジョ・ラビット』
- ジュリア・フォックス - 『アンカット・ダイヤモンド』
- アシュリン・フランシオーシ - 『ナイチンゲール』
- テイラー・ラッセル - 『WAVES/ウェイブス』

### 作曲賞
- アレクサンドル・デスプラ - 『ストーリー・オブ・マイライフ/わたしの若草物語』
- トーマス・ニューマン - 『1917 命をかけた伝令』
- ダニエル・ロパティン - 『アンカット・ダイヤモンド』
- ランディ・ニューマン - 『マリッジ・ストーリー』
- マイケル・エイブルズ - 『アス』

### 撮影賞
- クレール・マトン - 『燃ゆる女の肖像』
- ジェアリン・ブラシュケ - 『The Lighthouse』
- ロジャー・ディーキンス - 『1917 命をかけた伝令』
- ロバート・リチャードソン - 『ワンス・アポン・ア・タイム・イン・ハリウッド』
- ホン・ギョンピョ - 『パラサイト 半地下の家族』

### 編集賞
- 『ワンス・アポン・ア・タイム・イン・ハリウッド』
- 『1917 命をかけた伝令』
- 『アイリッシュマン』
- 『アンカット・ダイヤモンド』
- 『ストーリー・オブ・マイライフ/わたしの若草物語』

### 視覚効果賞
- 『アイリッシュマン』
- 『1917 命をかけた伝令』
- 『アベンジャーズ/エンドゲーム』
- 『アド・アストラ』
- 『ミッドサマー』

### 衣装デザイン賞
- 『ルディ・レイ・ムーア』
- 『燃ゆる女の肖像』
- 『ストーリー・オブ・マイライフ/わたしの若草物語』
- 『ワンス・アポン・ア・タイム・イン・ハリウッド』
- 『ロケットマン』

### 美術賞
- 『ナイブズ・アウト/名探偵と刃の館の秘密』
- 『ストーリー・オブ・マイライフ/わたしの若草物語』
- 『パラサイト 半地下の家族』
- 『1917 命をかけた伝令』
- 『ワンス・アポン・ア・タイム・イン・ハリウッド』

### アニメーション映画賞
- 『アナと雪の女王2』
- 『トイ・ストーリー4』
- 『失くした体』
- 『ミッシング・リンク 英国紳士と秘密の相棒』
- 『ヒックとドラゴン 聖地への冒険』

### 外国語映画賞
- 『パラサイト 半地下の家族』 韓国
- 『フェアウェル』 アメリカ合衆国
- 『燃ゆる女の肖像』 フランス
- 『未来を乗り換えた男』 ドイツ
- 『ペイン・アンド・グローリー』 スペイン

### ドキュメンタリー映画賞
- 『アポロ11 完全版』
- 『アメリカン・ファクトリー』
- 『Hail Satan?』
- 『ハニーランド 永遠の谷』
- 『娘は戦場で生まれた』